# NGC 68
NGC 68 é uma galáxia elíptica (E-S0) localizada na direcção da constelação de Andrômeda. Possui uma declinação de +30° 04' 21" e uma ascensão recta de 0 horas, 18 minutos e 18,2 segundos.
A galáxia NGC 68 foi descoberta em 11 de Setembro de 1784 por William Herschel.